# Podeszwa (obuwie)

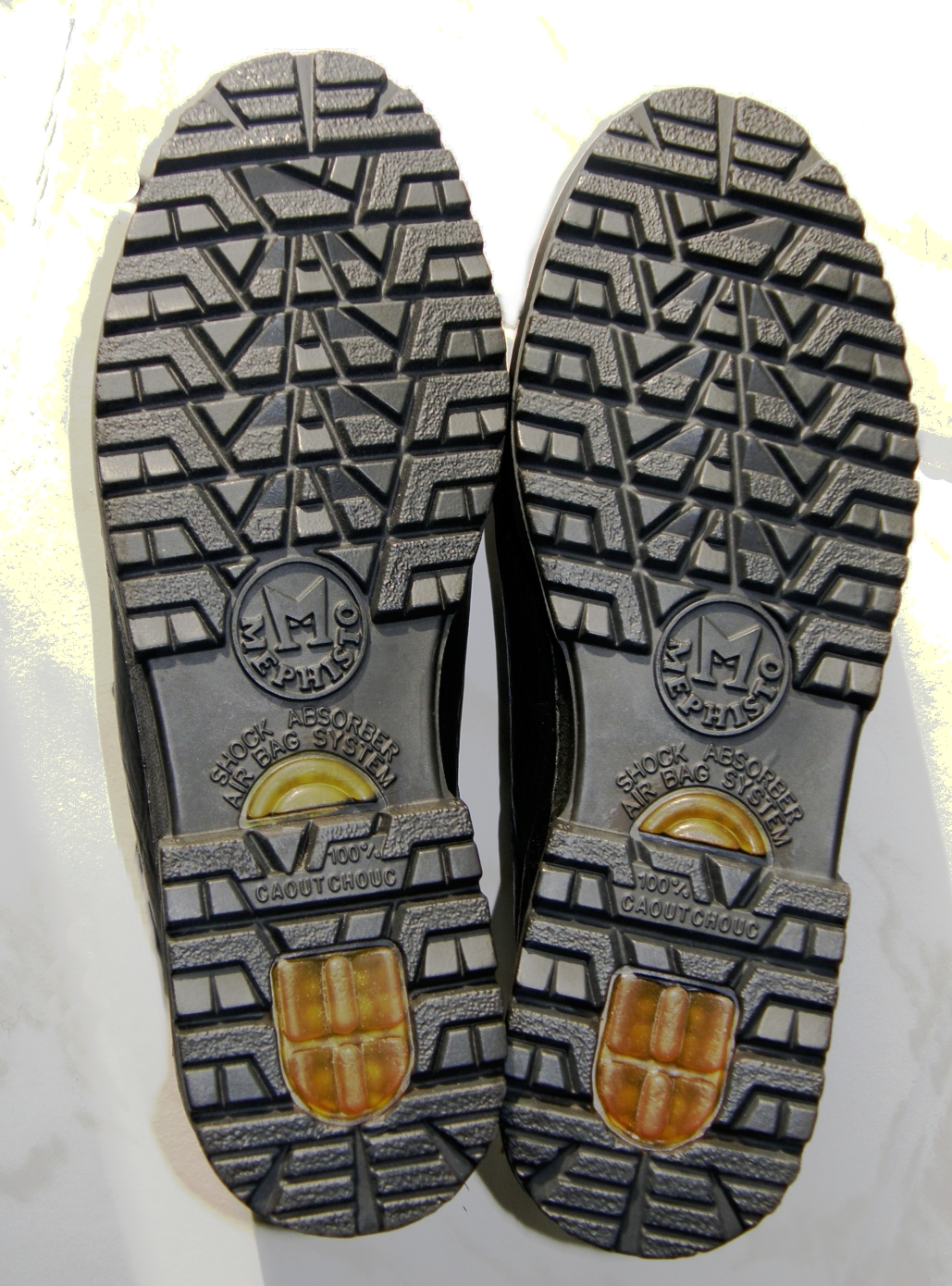
Podeszwy

Podeszwa - spodnia część obuwia stanowiąca bazę dla jego reszty, z reguły twarda, dość gruba. Podeszwa zapewnia głównie termoizolację obuwia i pełni funkcje antypoślizgowe. Istnieje bardzo wiele rodzajów podeszew i materiałów do ich produkcji, w zależności od typu buta. Obecnie najczęściej stosowane materiały to gumy, poliuretany, termoplastyczny kauczuk i polichlorek winylu.

## Materiały do produkcji podeszew
Dokładnie materiały używane do produkcji podeszew dzielą się na:
1. Naturalne (tradycyjne):
  - skóra – najczęściej gruba bydlęca (krupon), stosowana do obuwia wizytowego, wyższej klasy, minusem jest stosunkowo szybkie wycieranie się i konieczność podzelowania
  - korek – lekka kora z dębu korkowego, głównie do obuwia z podeszwami o kształcie klinowym
  - drewno – zarówno do produkcji podeszew jak i obcasów, obuwie typu „trepy”, drewno głównie: buk, grab, brzoza
2. Gumy:
  - pełne
  - gumy mikroporowate:
    - styrogum – lekki, dowolne kolory, twardości i grubości; najczęściej do obuwia dziecięcego
    - tuniskór – imituje skórę; najczęściej do obuwia pretendującego do wyższej klasy, damskiego i męskiego, często ryflowane (żłobione) w przedniej części w celu zapewnienia antypoślizgowości
3. Tworzywa poliuretanowe i termoplastyczne:
  - poliuretan (PU) – do każdego rodzaju obuwia, bardzo popularne, lekkie, elastyczne
  - termoplastyczny kauczuk (TR) – głównie przeznaczony na podeszwy sezonu zimowego, odporny na ujemne temperatury, nie pęka na mrozie, ma właściwości antypoślizgowe
  - polichlorek winylu (PCW, PVC) – bezbarwny lub kolorowy, miękki i lekki; surowiec do produkcji występuje w postaci granulatu, podeszwy są produkowane albo jako bezpośredni wtrysk na zaćwiekowane obuwie, albo wtryskiwane do form i później jako gotowa podeszwa przyklejane do obuwia w trakcie produkcji
  - kopolimer etylenu i octanu winylu (EVA) – lekki, elastyczny, trwały, odporny na mróz, porowaty, odporny na ścieranie; do każdego rodzaju obuwia